# Irwin Shapiro
Irwin Ira Shapiro (Nova Iorque, 10 de outubro de 1929) é um astrofísico estadunidense.
É desde 1982 professor da Universidade Harvard. Shapiro foi diretor do Harvard-Smithsonian Center for Astrophysics, de 1982 a 2004.

## Biografia
Irwin Shapiro nasceu em Nova Iorque, em 1929. Após a graduação na Brooklyn Technical High School, Shapiro estudou na Universidade Cornell, com mestrado e doutorado em física na Universidade Harvard. Em 1954 Shapiro trabalhou no Laboratório Lincoln do Instituto de Tecnologia de Massachusetts (MIT), tornando-se professor de física do MIT em 1967. Em 1982 Shapiro tornou-se professor da Universidade Harvard e também diretor do Harvard-Smithsonian Center for Astrophysics. Em 1991 recebeu a Medalha Charles A. Whitten da União de Geofísica dos Estados Unidos, e em 1997 tornou-se o primeiro professor da cátedra Timken.
As pesquisas de Shapiro incluem o uso de lentes gravitacionais para investigar a idade do universo.

## Honrarias
Prêmios
- Medalha Albert A. Michelson do Instituto Franklin (1975)[4]
- Prêmio Brouwer da Divisão de Astronomia Dinâmica da Sociedade Astronômica dos Estados Unidos (1987)
- Medalha Charles A. Whitten da União de Geofísica dos Estados Unidos (1991)
- Medalha Albert Einstein, (1994)

Epônimos
- O atraso de Shapiro, descoberto por ele em 1964